# Alexander Rost (författare)
Alexander Rost, född den 22 mars 1816 i Weimar, död där den 15 maj 1875, var en tysk dramatisk författare. 
Rost var juridisk ämbetsman i sin hemstad. Han skrev för den storhertigliga hovteatern en rad historisk-romantiska dramer, av vilka särskilt Kaiser Rudolf in Worms och Landgraf Friedrich mit der gebissenen Wange gjorde lycka. Hans Dramatische Dichtungen utkom i 6 band 1867–1868.